# 안동 하회마을 만송정 숲
안동 하회마을 만송정 숲은 경상북도 안동시 풍천면, 낙동강이 하회마을을 휘돌아 흐르며 만들어진 넓은 모래 퇴적층에 위치한 숲이다. 2006년 11월 27일 대한민국의 천연기념물 제473호로 지정되었다.
안동시 풍천면 하회리의 낙동강이 하회마을을 휘돌아 흘러가며 만들어낸 넓은 모래퇴적층에 위치하며, 조선 선조 때 문경공 류운룡이 마을의 입지환경을 개선하고 풍경을 좋게 위하여 조성한 숲으로 소나무를 1만그루 심었다하여 ‘만송정’이라 하는데, 현재의 숲은 100여 년 전 다시 심은 것으로 기록이 남아 있다. 만송정 숲은 홍수 때 수해를 막아주고 세찬 북서풍을 막는 방풍기능과 모래를 막는 방사기능은 물론 하회마을의 휴식·문화공간으로서 중요민속마을 제122호「안동하회마을」, 낙동강, 백사장, 그리고 부용대 절벽 등과 어우러져 역사·문화·경관적으로 보존가치가 큰 소중한 마을 숲이다.

## 개요
하회마을 북서쪽 강변을 따라 펼쳐진 넓은 모래 퇴적층에 있다. 조선 선조 때 류성룡의 형인 류운룡이 강 건너편 바위 절벽 부용대(芙蓉臺)의 거친 기운을 완화하고 북서쪽의 허한 기운을 메우기 위하여 소나무 1만 그루를 심었다고 하여, 만송정(萬松亭)이라 한다. 숲에는 수령 90~150년 된 소나무 100여 그루와 마을 사람들이 정기적으로 심는 작은 소나무들이 함께 자란다.

## 같이 보기
- 안동 하회마을

## 참고 자료
- 안동 하회마을 만송정 숲 - 국가유산청 국가유산포털
- 만송정숲(천연기념물 제473호)